# Castell de Vélez-Blanco
El Castell de Vélez-Blanco (Almeria) s'aixeca sobre el cim d'un turó a més de mil metres d'altura.
Es tracta d'un sumptuós palau que fou construït sobre les ruïnes d'un castell romà i d'una alcassaba àrab de la que encara uns forts murs semi-enderrocats. La construcció és de carreus i la seva planta té forma d'hexàgon irregular. Els seus murs i torres estan coronats de merlets reials. En la seva decoració si troben elements d'evident inspiració espanyola, tals com escuts d'armes adossats a la façana, sostres de fusta i artesanats.
L'obra, que data del segle xvi, sofrí importants pèrdues a principis del segle xx, quan els seus propietaris decidiren vendre els elements arquitecturals de la part més rica del castell, a saber, el seu riquíssim pati renaixentista de marbre, una joia única d'arquitectura espanyola i italiana de principis de segle xvi.
Les estàtues, columnes, voltes, finestres i portes foren venudes a un decorador francès. Altres elements de l'interior es troben avui dia en el Museu Metropolità de Nova York i en col·leccions particulars estrangeres.